# Ньютон (единица измерения)
Нью́то́н (русское обозначение: Н; международное: N) — единица измерения силы в Международной системе единиц (СИ).
Ньютон — производная единица. Исходя из второго закона Ньютона, она определяется как сила, изменяющая за 1 секунду скорость тела массой 1 кг на 1 м/с в направлении действия силы. Таким образом, {\displaystyle 1\,{\text{Н}}=1\,{\frac {\text{кг⋅м}}{{\text{с}}^{2}}}}.
В соответствии с общими правилами СИ, касающимися производных единиц, названных по имени учёных, наименование единицы ньютон пишется со строчной буквы, а её обозначение — с прописной. Такое написание обозначения сохраняется и в обозначениях других производных единиц, образованных с использованием ньютона. Например, обозначение единицы момента силы ньютон-метр записывается как Н·м.

## История
Определение единицы силы, как силы, придающей телу с массой 1 килограмм ускорение в 1 метр в секунду за секунду, было принято для системы единиц МКС Международным комитетом мер и весов (МКМВ) в 1946 году. В 1948 году IX Генеральная конференция по мерам и весам (ГКМВ) ратифицировала данное решение МКМВ и утвердила для этой единицы наименование «ньютон». В Международной системе единиц (СИ) ньютон стал использоваться с момента её принятия XI ГКМВ в 1960 году.
Единица названа в честь английского физика Исаака Ньютона, открывшего законы движения и связавшего понятия силы, массы и ускорения. В своих работах, однако, Исаак Ньютон не вводил единиц измерения силы и рассматривал её как абстрактное явление. Измерять силу в ньютонах стали спустя более чем два века после смерти учёного, когда была принята система СИ.

## Связь с другими единицами
С другими единицами измерения силы ньютон связывают следующие выражения:
- 1 Н = 105 дин.
- 1 Н ≈ 0,10197162 кгс.
- 1 Н = 10−3 стен.
- 1 Н ≈ 8,262619⋅10−45 Fp.
- 1 Н ≈ 0,224808943 lbf[англ.].
- 1 Н ≈ 7,233013851 pdl[англ.].

## Кратные и дольные единицы
Десятичные кратные и дольные единицы образуют с помощью стандартных приставок СИ.
| Кратные                                               | Кратные      | Кратные     | Кратные     | Дольные  | Дольные      | Дольные     | Дольные     |
| величина                                              | название     | обозначение | обозначение | величина | название     | обозначение | обозначение |
| ----------------------------------------------------- | ------------ | ----------- | ----------- | -------- | ------------ | ----------- | ----------- |
| 101 Н                                                 | деканьютон   | даН         | daN         | 10−1 Н   | дециньютон   | дН          | dN          |
| 102 Н                                                 | гектоньютон  | гН          | hN          | 10−2 Н   | сантиньютон  | сН          | cN          |
| 103 Н                                                 | килоньютон   | кН          | kN          | 10−3 Н   | миллиньютон  | мН          | mN          |
| 106 Н                                                 | меганьютон   | МН          | MN          | 10−6 Н   | микроньютон  | мкН         | µN          |
| 109 Н                                                 | гиганьютон   | ГН          | GN          | 10−9 Н   | наноньютон   | нН          | nN          |
| 1012 Н                                                | тераньютон   | ТН          | TN          | 10−12 Н  | пиконьютон   | пН          | pN          |
| 1015 Н                                                | петаньютон   | ПН          | PN          | 10−15 Н  | фемтоньютон  | фН          | fN          |
| 1018 Н                                                | эксаньютон   | ЭН          | EN          | 10−18 Н  | аттоньютон   | аН          | aN          |
| 1021 Н                                                | зеттаньютон  | ЗН          | ZN          | 10−21 Н  | зептоньютон  | зН          | zN          |
| 1024 Н                                                | йоттаньютон  | ИН          | YN          | 10−24 Н  | иоктоньютон  | иН          | yN          |
| 1027 Н                                                | роннаньютон  | РнН         | RN          | 10−27 Н  | ронтоньютон  | рнН         | rN          |
| 1030 Н                                                | кветтаньютон | КвН         | QN          | 10−30 Н  | квектоньютон | квН         | qN          |
| рекомендовано к применению применять не рекомендуется |              |             |             |          |              |             |             |

## Примеры
| Описание | Значение       |
| --- | -------------- |
| Сила, действующая на электрон со стороны ядра атома водорода                                                            | 3,6967⋅10−10 Н |
| Сила, которая давила бы на солнечный парус спутника «Космос 1» в случае его успешного запуска                           | 3,5343⋅10−3 Н  |
| Вес тела массой 102 г (то есть сила тяжести, действующая на это тело на поверхности Земли на 40° широты на уровне моря) | 1 Н            |
| Сила тяжести, действующая на человека массой 70 кг                                                                      | 686 Н          |